# Elland
Elland är en stad i Calderdale i West Yorkshire i England. Orten har 11 676 invånare (2011). Staden nämndes i Domedagsboken (Domesday Book) år 1086, och kallades då Elant/Elont.